# Poets of the Fall
 (avril 2025).
Si vous disposez d'ouvrages ou d'articles de référence ou si vous connaissez des sites web de qualité traitant du thème abordé ici, merci de compléter l'article en donnant les références utiles à sa vérifiabilité et en les liant à la section « Notes et références ».

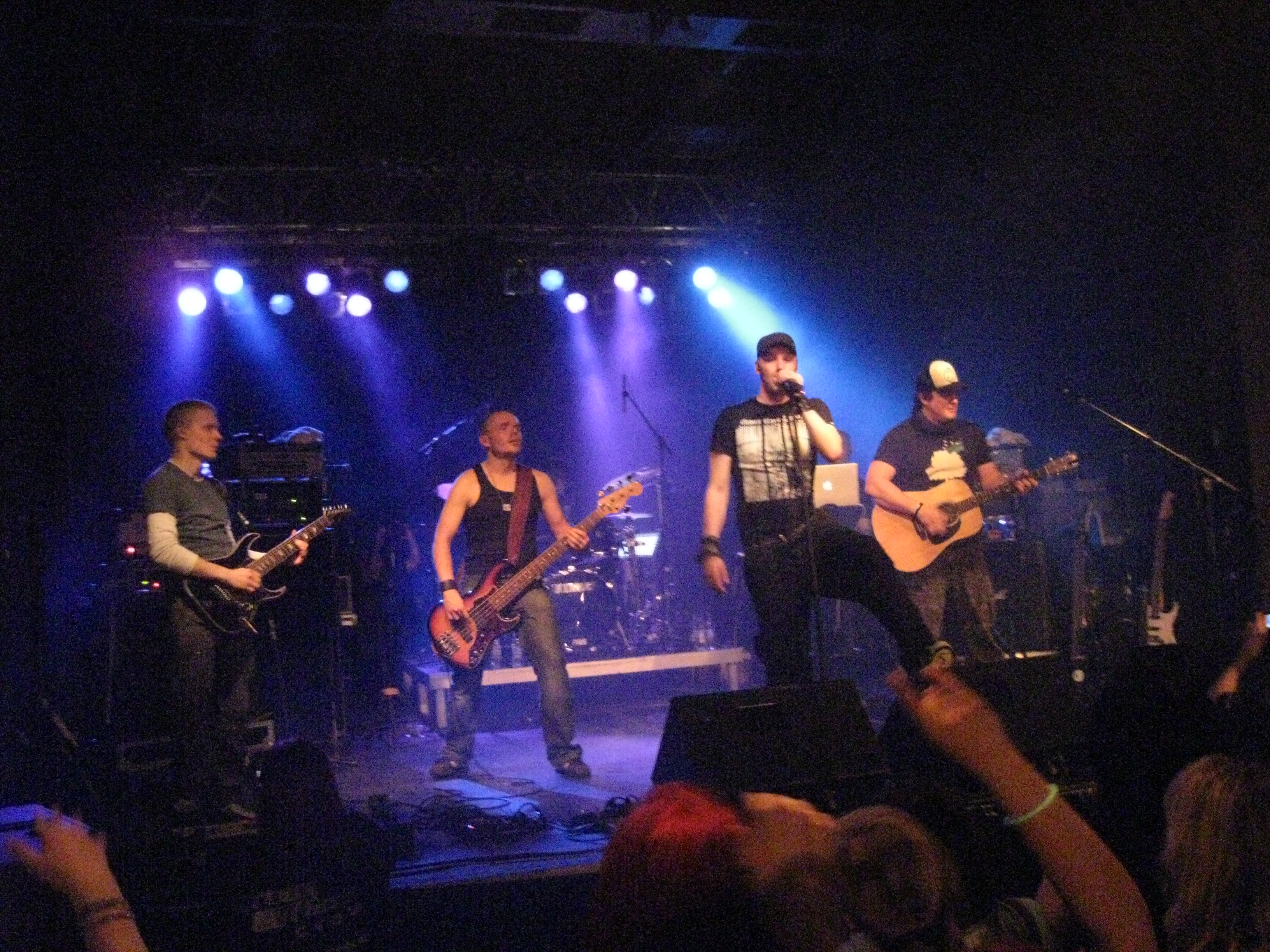
Poets of the Fall en 2009

Poets of the Fall (souvent abrégé Poets ou POTF) est un groupe de rock finlandais composé de Marko Saaresto (chant), Olli Tukiainen (première guitare), Markus « Captain » Kaarlonen (claviers, production), Jani Snellman (guitare basse), Jaska Mäkinen (guitare rythmique) et de Jari Salminen (batterie). 
Le groupe a enregistré 9 albums à ce jour (le dernier, Ghostlight, est sorti le 29 avril 2022), et a enregistré quatre chansons inédites sous le nom de Old Gods of Asgard (The Poet and the Muse, Balance Slays the Demon et Children of the Elder God, Take Control) pour les jeux Alan Wake et Control.
De plus, leur chanson Late Goodbye est utilisée comme thème et chanson de crédits du jeu vidéo Max Payne 2: The Fall of Max Payne en 2003. Les chansons War et The Happy Song ont été utilisées dans Alan Wake et son spin-off en 2010, puis c'est My Dark Disquiet qui fit une apparition dans Control en 2019.
Poets of the Fall ont également sorti un single reprise d'un générique de James Bond, You know my name, et ont participé à l'album compilation Melkein veraissa : Nimmemme in Dingo, en hommage à un autre groupe finlandais, Dingo.

## Style musical
Poets of the Fall est un groupe de rock alternatif, chez qui on peut également trouver des sonorités post-grunge ou alt metal. Il est dans l'habitude du groupe d'alterner au sein de chaque album entre chansons rythmées, chansons plus sombres et ballades. De plus, chez POTF la guitare basse et le clavier ne sont pas de simples accompagnements, ils jouent un important rôle.
Le style du groupe est indissociable de son vocaliste, Marko Saaresto, qui est un baryton-basse et qui utilise très souvent le falsetto.
Le groupe a également un univers plutôt théâtral, tant dans ses chansons que dans ses clips ou sur scène.

## Histoire

### Débuts de carrière
Le groupe est créé en 2003 par Marko Saaresto et Olli Tukiainen. Les deux musiciens se connaissaient bien avant l’apparition du groupe puisqu’Olli Tukiainen composait et écrivait pour Playground, le premier groupe de Marko Saaresto. De son côté, Olli jouait au sein d’un jazzband nommé Pohjoinen Syke.
En 2003, Sam Lake, scénariste chez Remedy Entertainment (studio de développement de jeux vidéo) et ami de Marko Saaresto, lui fait parvenir un poème qu’il a écrit et demande à Marko de composer une musique en accord avec le poème afin de pouvoir utiliser le tout dans le jeu vidéo Max Payne 2.
Aidés par Markus « Captain » Kaarlonen, qui rejoint le duo de musiciens, ils composent la chanson intitulée Late Goodbye, qui sera utilisée comme trame musicale tout au long du jeu (chantée ou murmurée par différents personnages) ainsi que comme thème de fin.
Kaarlonen étant un employé de la compagnie de développement Futuremark, Poets of the Fall se voit offrir l’opportunité de placer leur titre Lift dans la campagne publicitaire pour 3DMark, le logiciel phare de la société, utilisé dans le monde entier.
Ces deux opportunités permettent au groupe de se faire connaître du grand public assez rapidement.
Afin de garder le contrôle sur leurs productions, les membres décident rapidement de fonder leur propre label indépendant, Insomniac, avec lequel ils ont sorti tous leurs CD jusqu’en 2013.
Le 30 juin 2004, POTF sortent leur premier single Late Goodbye, avant de sortir Lift le 9 septembre 2004.
Enfin, le 18 décembre 2004, ils mettent en ligne sur leur site officiel un single en téléchargement gratuit. Celui-ci sert à annoncer la sortie de leur premier album Signs of Life (album de Poets of the Fall).

### Signs of Life(2005-2006)
Le premier album du groupe est sorti le 19 janvier 2005 en Finlande, puis sur iTunes le 25 mai 2005. En Finlande, l’album connaît un véritable succès puisque celui-ci se place directement en tête des charts finlandais  avant d’être certifié disque de platine par l’IFPI .
Le titre Signs of Life est un hommage à la chanson du même nom composée par Pink Floyd en 1987. 
La chanson Sleep issue de cet album, fortement appréciée par Françoise Hardy, lui a redonné l'envie d'enregistrer un nouvel album Personne d'Autre. Elle a adapté Sleep en français sous le titre Dors mon ange en 2018.

## Album studio
- 2005 : Signs of Life
- 2006 : Carnival of Rust
- 2008 : Revolution Roulette
- 2010 : Twilight Theater
- 2012 : Temple of Thought
- 2014 : Jealous Gods
- 2016 : Clearview
- 2018 : Ultraviolet
- 2022 : Ghostlight

## Utilisations de leurs titres
| Titre                     | Présenté dans                      | Type de média                  | Annotations |
| ------------------------- | ---------------------------------- | ------------------------------ | --- |
| Late Goodbye              | Max Payne 2: The Fall of Max Payne | Jeu vidéo (PS2, Win, Xbox)     | Écrit spécifiquement pour le thème de fin du jeu. Le morceau fait également son apparition au cours du jeu, parfois sifflé ou joué au piano par un personnage.                                                                                                 |
| Lift                      | 3DMark 05                          | Logiciel de benchmark          | Le titre est référencé Lift Me Higher. |
| Locking up the Sun        | Heroes                             | Série télévisée                | Publicité pour la série en Finlande. |
| Carnival of Rust          | Suden vuosi (The Year of the Wolf) | Film                           | |
| Eux-mêmes                 | Phoenix Effect – King See No Evil  | Clip musical                   | |
| War                       | Alan Wake                          | Jeu vidéo (Xbox 360, Win)      | Thème de fin de l'épisode 5 (Le rupteur). Durant cet épisode, il est joué par Pat Maine sur sa radio pendant une phase de combat dans un dépôt. Le titre est également inclus dans la bande originale du jeu et dans le clip musical faisant référence au jeu. |
| Children of the Elder God | Alan Wake                          | Jeu vidéo (Xbox 360, Win)      | POTF est crédité dans le jeu de manière fictive sous le nom Old Gods of Asgard. Ce titre a été écrit spécifiquement pour le jeu et est joué pendant une séquence de combat prenant place dans l'épisode 4 (La vérité)                                          |
| The Poet and the Muse     | Alan Wake                          | Jeu vidéo (Xbox 360, Win)      | Egalement joué par les Old Gods of Asgard, il est joué comme thème de fin de l'épisode 4 (La vérité) et également dans d'autres séquence du jeu. |
| Balance Slays the Demon   | Alan Wake                          | Jeu vidéo (Xbox 360, Win)      | DLC American Nightmare, Le titre peut être écouté dans l'acte 1, partie 3 dans la radio du drive-in ainsi que pendant un combat. |
| The Happy Song            | Alan Wake                          | Jeu vidéo (Xbox 360, Win)      | DLC American Nightmare, est joué comme thème lors d'une apparition de Mr. Scratch, puis lors d'un combat. |
| Late Goodbye              | Alan Wake                          | Jeu vidéo (Xbox 360, Win)      | Référencée dans un manuscrit à la page "The Sudden Stop 2", au début de l'épisode 2. |
| Eux-mêmes                 | Alan Wake                          | Jeu vidéo (Xbox 360, Win)      | Le groupe peut être aperçu dans le show d'Harry Garret en allumant la télévision dans l'appartement d'Alan Wake au début de l'épisode 6 (Départ) |
| Can You Hear Me           | Death Rally                        | Jeu vidéo (iPhone, iPad, Win)  | Crédit de fin |
| Grinder's Blues           | Rochard                            | Jeu vidéo (PSN, Win, Linux)    | Thème principal; OST complet composé par Captain. |
| Take Control              | Control                            | Jeu vidéo (Win, Xbox One, PS4) | Chanson composée pour le jeu en tant que Old Gods of Asgard, est jouée dans le Labyrinthe du Cendrier (Ashtray Maze) |
| My Dark Disquiet          | Control                            | Jeu vidéo (Win, Xbox One, PS4) | Easter egg dans le labo de test acoustique, dans le secteur de Recherche. |